# Cassis Open Provence
Il Cassis Open Provence è un torneo professionistico di tennis che fa parte dell'ATP Challenger Tour. Si gioca annualmente dal 2018 sui campi in cemento dello Sporting Club des Gorguettes di Cassis in Francia.

## Albo d'oro

### Singolare
| Anno | Campione           | Finalista       | Punteggio     |
| ---- | ------------------ | --------------- | ------------- |
| 2024 | Richard Gasquet    | Jurij Rodionov  | 3–6, 6–1, 6–2 |
| 2023 | Mattia Bellucci    | Tomáš Macháč    | 6–3, 6–4      |
| 2022 | Hugo Grenier       | James Duckworth | 7–5, 6–4      |
| 2021 | Benjamin Bonzi     | Lucas Pouille   | 7–6(4), 6–4   |
| 2020 | Non disputato      | Non disputato   | Non disputato |
| 2019 | Jo-Wilfried Tsonga | Dudi Sela       | 6–1, 6–0      |
| 2018 | Enzo Couacaud      | Ugo Humbert     | 6–2, 6–3      |

### Doppio
| Anno | Campioni                          | Finalisti                                   | Punteggio           |
| ---- | --------------------------------- | ------------------------------------------- | ------------------- |
| 2024 | Jaime Faria Henrique Rocha        | Manuel Guinard Matteo Martineau             | 7–6(5), 6–4         |
| 2023 | Dan Added Jonathan Eysseric       | Liam Broady Antoine Hoang                   | 6–0, 4–6, [11–9]    |
| 2022 | Michael Geerts Joran Vliegen      | Romain Arneodo Albano Olivetti              | 6–4, 7–6(6)         |
| 2021 | Sriram Balaji Ramkumar Ramanathan | Hans Hach Verdugo Miguel Ángel Reyes Varela | 6–4, 3–6, [10–6]    |
| 2020 | Non disputato                     | Non disputato                               | Non disputato       |
| 2019 | André Göransson Sem Verbeek       | Sander Arends David Pel                     | 7–6(6), 4–6, [11–9] |
| 2018 | Matt Reid Serhij Stachovs'kyj     | Marc-Andrea Hüsler Gonçalo Oliveira         | 6–2, 6–3            |